# 平山陽
平山 陽（ひらやま あきら、1974年7月24日 - ）は、日本のテレビフリー・ディレクター・プロデューサー。

## 人物
2012年、戸野広浩司外伝「トノ、何がしたいんだ？」の脚本・演出を手掛ける。
2020年、コルバタ主催第29回公演（ひらやま組）タイトル『南十字星〜波照間日記〜』にて脚本・演出を担当。

## 著書
- 大室精一、佐藤勝との共著『クイズで楽しむ啄木101』他 (2019年7月、桜出版) ISBN 978-4903156279